# 田隈村
田隈村（たぐまむら）は、福岡県早良郡にあった村。
1954年10月に筑紫郡曰佐村と同時に福岡市へ編入されたため廃止され、現在は早良区、城南区（一部のみ西区）の一部となっている。

## 地理
福岡市の南西に隣接していた村で、現在の福岡市城南区干隈・梅林地区、早良区中部地域、西区大字田を村域としていた。
- 山岳：油山
- 河川：室見川、金屑川、油山川（稲塚川）

## 歴史

### 沿革
- 『和名類聚抄』に能解（のけ、のちの野芥）の地名が見られる。
- 1889年（明治22年）4月1日 - 町村制施行に伴い早良郡干隈村、梅林村、野芥村、西油山村、西脇村、免村、次郎丸村、田村が合併して早良郡田隈村が成立。
- 1954年（昭和29年）10月1日 - 筑紫郡曰佐村とともに福岡市へ編入される[1]。同日田隈村廃止。
- 1972年（昭和47年）4月1日 - 福岡市が政令指定都市へ移行。旧村域は西区に編入する。
- 1982年（昭和57年）5月10日 - 西区の3分割に伴い、旧村域のうち干隈と梅林の一部は城南区、田の一部は西区、それ以外は早良区の一部となる。

2025年現在、田隈村役場があった場所には田隈公民館が建っている。

### 地名の由来
明治の大合併以前の田村と干隈村からの合成地名。

### 地名
地名としての「田隈」は1983年の田隈1丁目 - 3丁目の設置で復活している。

## 地域

### 教育

#### 大学
廃止当時は村内に存在せず。

（現在、旧村域内にある福岡医療短期大学・福岡看護大学・福岡歯科大学は福岡市に編入後の開校である。）

#### 高等学校
旧村内に高等学校はなく、学制改革以降、福岡市編入後の2025年現在に至るまで旧村域内に高等学校が存在したこともない。

#### 中学校
- 早良郡入部村・金武村・田隈村学校組合立北中学校（金武村）

1948年12月以降、村内田隈地区の中学生は福岡市立西福岡中学校に通学していた。

（現在、旧村域内にある次郎丸中学校・田隈中学校・梅林中学校は福岡市に編入後の開校である。）

#### 小学校
- 田隈村立田隈小学校

（現在、旧村域内にある賀茂小学校・野芥小学校・田村小学校は福岡市に編入後の開校である。）

### 神社仏閣
- 賀茂神社
- 野芥櫛田神社
- 徳栄寺

## 経済

### 産業
農業
『大日本篤農家名鑑』によれば、田隈村の篤農家は「松尾熙三、柴田徳三郎」などがいた。

## 交通

### 空港
村内に空港はないため、福岡市の板付飛行場を利用することとなる。

### 鉄道
廃止当時は村内を鉄道路線が通っていなかったが、福岡市編入後の2005年に地下鉄七隈線の橋本 - 天神南駅間が開通、旧村域内に梅林駅・野芥駅・賀茂駅・次郎丸駅が開業している。
福岡市に編入当時の最寄り駅は国鉄筑肥線の西新駅であった。

### バス路線
西日本鉄道株式会社（通称：西鉄バス）のバスが当時より運行している。

### 道路
- 国道263号（現在の名称）
- 旧早良街道
- 旧三瀬街道
  - 次郎丸宿

現在は旧村域に福岡都市高速5号線（環状線の一部）の野芥出入口が所在するほか、福岡外環状道路（国道202号のバイパス道路）が通過するが当時は未開通。